# Севастьянов, Пётр Васильевич
Пётр Васильевич Севастьянов (29 января 1907 года, станция Иноковка, Кирсановский уезд, Тамбовская губерния — 11 ноября 1968 года, Москва) — политработник Вооружённых сил СССР, генерал-майор.

## Биография
Родился в семье железнодорожного стрелочника. Учился в железнодорожной школе в Кирсанове, состоял в отряде ЧОНа участвовал в охране железнодорожных составов на станции Иноковка.
В 1923 году после окончания семилетки вернулся на ст. Иноковка, возглавил комсомольскую ячейку, позже стал секретарём волостного комитета комсомола, а затем и председателем волисполкома.
Член ВКП(б) с 1927 года.
В 1929—1962 гг. — на военно-политической работе в Красной Армии.
Работал политруком батареи, секретарем комсомольского, партийного бюро и комиссаром полка, начальником политотдела корпуса.
С 1941 года, в звании полкового комиссара, — комиссар 5-й стрелковой дивизии.
Затем начальник политотдела 40-й армии Воронежского позже 2 Украинского фронта (28 июня 1942 — 29 мая 1944).
С 30 мая 1944 по 9 мая 1945 года — член Военного Совета 27-й армии.
После войны член Военного Совета Сибирского военного округа (1950—1953 годы), затем работал в центральном аппарате министерства обороны.
С 5 декабря 1942 года полковник, с 23 ноября 1943 — генерал-майор.
Избирался депутатом Верховного Совета РСФСР 3-го созыва.
В 1961 году Воениздат выпустил его книгу «Неман-Волга-Дунай».
Умер в Москве в 1968 году. Похоронен на Головинском кладбище.